# زيافودين ماغوميدوف
زيافودين ماغوميدوف (بالروسية: Зиявудин Гаджиевич Магомедов؛ مواليد 1968) هو رجل أعمال روسي سابق جمع إمبراطورية تجارية خلال رئاسة دميتري ميدفيديف، الذي حل محل فلاديمير بوتين من عام 2008 إلى عام 2012. وفقًا لمجلة فاينانس، خلال عام واحد فقط من رئاسة ميدفيديف، زادت ثروة ماغوميدوف بأكثر من أحد عشر ضعفًا – من 70 مليون دولار إلى 800 مليون دولار.

## الثروة
قبل اعتقاله في عام 2018، قُدِّرت صافي ثروة ماغوميدوف بنحو 1.2 مليار دولار. وفي ذروتها في عام 2017، قُدِّرت بنحو 1.4 مليار دولار.

## حياته الشخصية
ماغوميدوف متزوج ولديه ثلاثة أطفال وعاش في موسكو قبل اعتقاله.